# Vasilij Pavlovo-Posadský
Svatý Vasilij Pavlovo-Posadský (světským jménem: Vasilij Ivanovič Grjaznov; 21. únorajul./ 4. března 1816greg., Jevsejevo – 16. únorajul./ 28. února 1869greg., Pavlovskij Posad) byl ruský asketa, známý svým obrácením Starověrců.

## Život
Narodil se 21. února 1816 ve vesnici Jevsejevo v Bogorodském ujezdu (dnes Pavlovo-Posadský rajón v Moskevské oblasti). Tato vesnice se nacházela pět verst od vesnice Vichnar, která je zmíněná v závěti Ivana I. Kality. Dne 2. června 1844 vytvořila Vochna spolu s vesnicemi Zacharovo, Melenki, Usovo a Budrovje město Pavlovskij Posad.
Jeho otec Ivan Semjonovič byl rolníkem a jeho matka Jevdokija Zacharovna se starala o děti. Vasilij se vzdělával doma a po rodičích zdědil hlubokou víru a lásku k Bohu.
V pozdějším věku začal pracovat v továrně, kde s tovární mládeží začal pít víno. Tato neřest se ho velmi zmocnila avšak s pitím poté přestal a litoval svých hříchu. Pod vlivem špatně společnosti a slabé vůle znovu upadl do neřestí a hříchu. Vasilij znovu litoval svých hříchů a nazval se špinavým, od té dobrý mu začali říkat Vasilij Grjaznov (rusky špinavý).
Jednoho dne se jeden muž z továrny začal rouhat ikoně Matky Boží a náhle zemřel. Vasilij zaslechl hlas, který říkal; "Pokud se nenapravíš, čeká tě stejná smrt." Od té chvíle zesílil své modlitby, pokání a brzy napravil svůj hříšný způsob života. Jednou v noci během modlitby uslyšel hlas, který mu přikazoval, aby odešel do Nikolajevsko Berljukovské pustiny.
Igumenem místního monastýru byl stoupenec žáků svatého Paisija Veličkovského, otec Venedikt. Po půstu a přijmutí eucharistie v monastýru, dostal Vasilij od otce Venedikta duchovní ponaučení. Poté se radikálně změnil. Začal pravidelně navštěvovat chrám, často chodil ke zpovědi a přijímání, vyhýbal se zábavním shromážděním a svůj volný čas trávil ve společnosti zbožných lidí.
Zbožný život posiloval jeho náboženské cítění a lásku k bližním. Brzy začal projevovat duchovní dary, znalosti neviditelných věcí. Lidé se na něj začali obracet se svými smutky a potížemi. Vasilij je utěšoval a pomáhal jim snášet potíže. Když viděl hříšné slabosti druhých, sám plakal a přiměl ostatní plakat. Vasilij se stal dobrým přítelem a pomocníkem chudých, obráncem utlačovaných, zkušeným rádcem v těžkých situacích.
V 19. století žili v okolí Pavlovského Posadu ve velkém počtu Starověrci. Otevřenost a upřímnost Vasilije, jeho spravedlivý život a láska k bližnímu přitahovaly pozornost starých věřících. Vasilij mezi nimi vedl misijní práci. Jeho kázání přineslo hojné ovoce. Do lůna církve se díky němu vrátilo asi 7 tisíc schizmatiků.
Za to byl obviněn vlivnými starověreckými obchodníky z hereze.
Podle jednoho příběhu se mu na cestě do jedné vesnice zjevil svatý Charalambos, který mu řekl že Bohu se líbí jeho dílo mezi Starověrci a posiluje ty kteří se již obrátili k víře.
Jednoho dne přišel k Vasilijovi obchodník Jakov Labzin. Byl majitelem slavné továrny na výrobu šátků v Pavlovském Posadu. Poté co viděl jeho svatý život, nabídl mi spolupráci v podnikání. Vasilij nabídku neodmítl a stali se brzy přáteli. I přes tuto práci vedl pořád asketický život. Nyní měl více peněz a utrácel je na pomoc chudým a na charitativní účely.
Vasilij spolu s Jakovem Labzinem a sestrami Jakovovými postavili školy a chudobince. Vasilij snil o vybudovaní monastýru v Pavlovském Posadu. Za jeho života se mu sen ale nesplnil.
Zemřel 16. února 1869.
Roku 1874 byl zásluhou Jakova a jeho sester postaven nad jeho ostatky chrám. Roku 1894 byl k chrámu postaven Pokrovsko-Vasiljevský monastýr.

## Kanonizace
Roku 1917 byl přerušen proces svatořečení a roku 1920 byl prokázán podvod s relikviemi. Podle tohoto podvodu byl natočen film scenáristy Ivana Anatoljeviče Špicberga Starec Vasilij Grjaznov z roku 1924.
Byl svatořečen 7. srpna 1999 jako místně uctívaný světec moskevské eparchie.
Jeho svátek je připomínán 28. února (16. února – juliánský kalendář).